# Padre Tembleques akvedukt

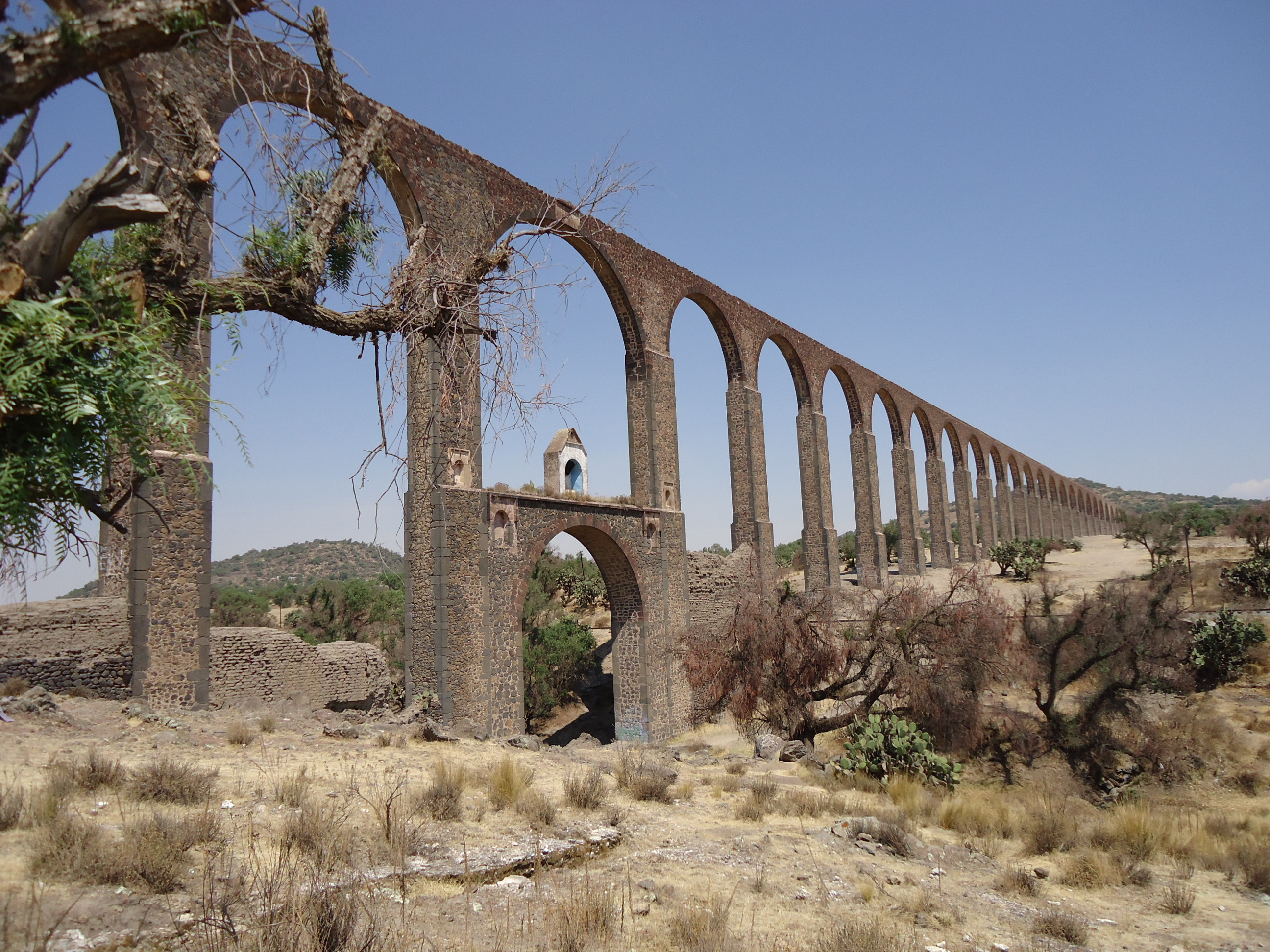
Padre Tembleques akvedukt (Acueducto del Padre tembleque)

Padre Tembleques akvedukt, eller Zempoalaakvedukten, ligger mellan städerna Zempoala och Otumba i Mexiko.

## Historia
Akvedukten, som ursprungligen uppfördes mellan 1553 och 1570, är 45 km lång och börjar vid vulkanen Tecajete och slutar i Otumba. Den går huvudsakligen i marknivå, men går på en del ställen under mark såväl som över raviner och dalar. Dess högsta höjd över mark är 38,75 m över Papaloteravinen.

## Världsarvsstatus
Akvedukten sattes 20 november 2001 upp på Mexikos lista över förslag till världsarv (tentativa listan).